# Park Ludowy w Siemianowicach Śląskich
Park Ludowy w Michałkowicach – teren parkowy w Michałkowicach dzielnicy Siemianowic Śląskich.
Założony w okresie międzywojennym decyzją ówczesnego naczelnika gminy Walentego Fojkisa. Park zlokalizowany był w pobliżu starych kamieniołomów w Michałkowicach. Był alternatywą dla prywatnego parku Rheinbabenów w Michałkowicach, niedostępnego dla okolicznej ludności (obecnie Park Górnik). Funkcjonował do końca lat siedemdziesiątych XX w. Cały teren wokół parku był ogrodzony. Na jego terenie znajdowały się dwa baseny kąpielowe (osobny dla dorosłych i dla dzieci) wraz z przebieralniami, stadion sportowy, trzy tory saneczkowe oraz restauracja. Basen kąpielowy dla dorosłych wyposażony był w dwupiętrową skocznię wieżyczkową z trampoliną. Wokół basenu umieszczone były cztery kamienne posągi lwów. Park poprzecinany był licznymi alejami. Wśród michałkowiczan Park Ludowy nazywano kozimi górkami lub sztadionem. W latach siedemdziesiątych XX w. z powodu intensywnego wydobycia węgla przez KWK "Siemianowice" w Parku wystąpiły poważne szkody górnicze - co było bezpośrednią przyczyną degradacji basenów i infrastruktury parkowej.